# Pediapelta enzoria
Pediapelta enzoria är en tvåvingeart som beskrevs av Munro 1947. Pediapelta enzoria ingår i släktet Pediapelta och familjen borrflugor.
Artens utbredningsområde är Uganda. Inga underarter finns listade i Catalogue of Life.